# Volcans de boue de Berca
Les volcans de boue de Berca (Vulcanii noroioși en roumain) sont une zone protégée botanique et géologique se situant sur le territoire de la commune de Berca près de la ville de Buzău en Roumanie. Elle se trouve sur le piedmont des Carpates orientales à une altitude de 341 m et a une superficie de 16,5 ha. 
De la boue forme des « volcans ». On observe des remontées de gaz à la surface des cratères. Autour des emplacements des volcans, le paysage est lunaire (les plantes ne s'habituent pas à la nature du sol) contrastant avec la région verdoyante.
Un parc naturel protège le site principal des Vulcanii noroioși.
Au-delà de ce parc, plusieurs autres sites au moins aussi actifs (mais non indiqués sur la signalétique routière locale) sont également accessibles en voiture (par des chemins non pavés).

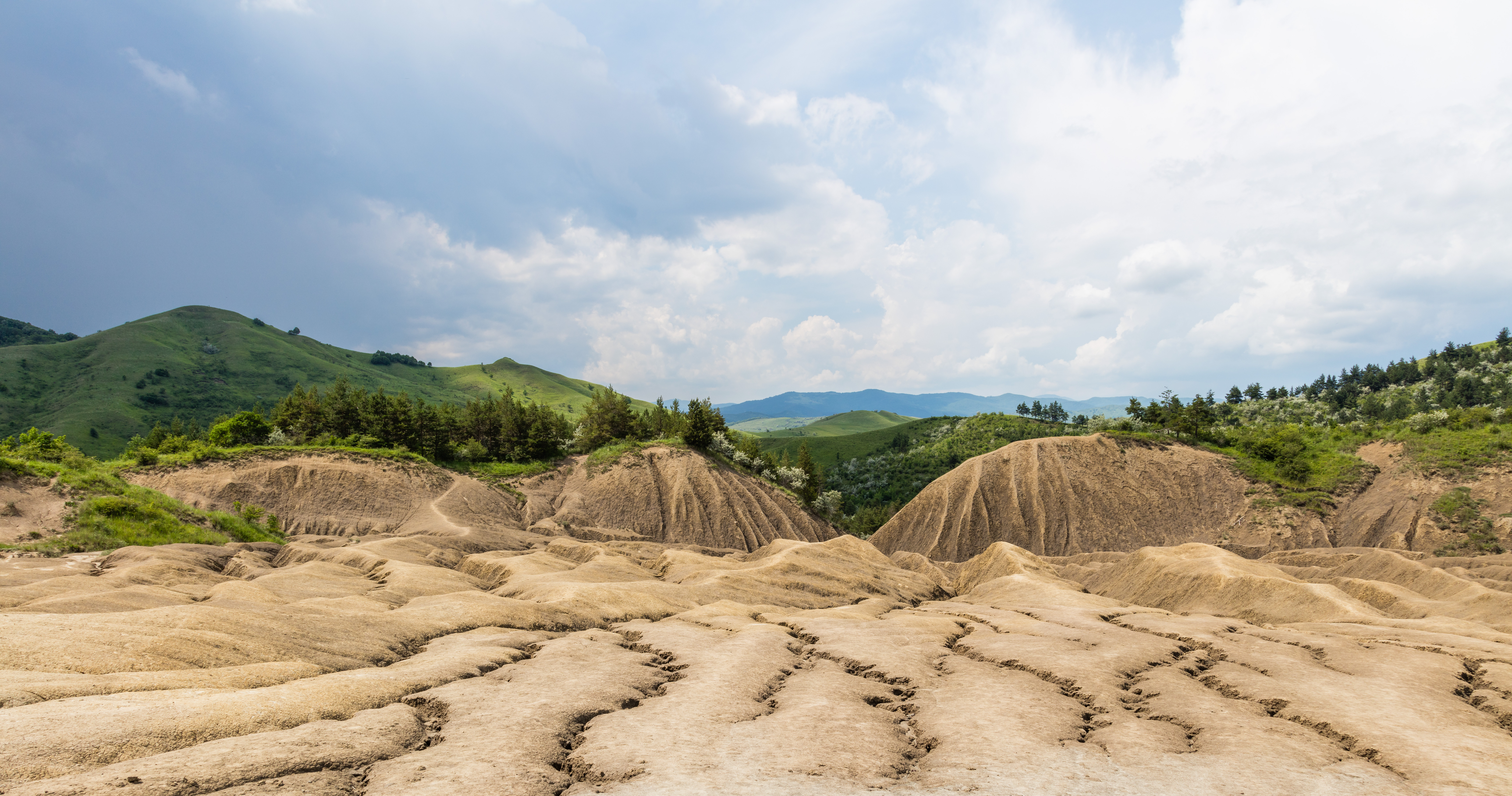
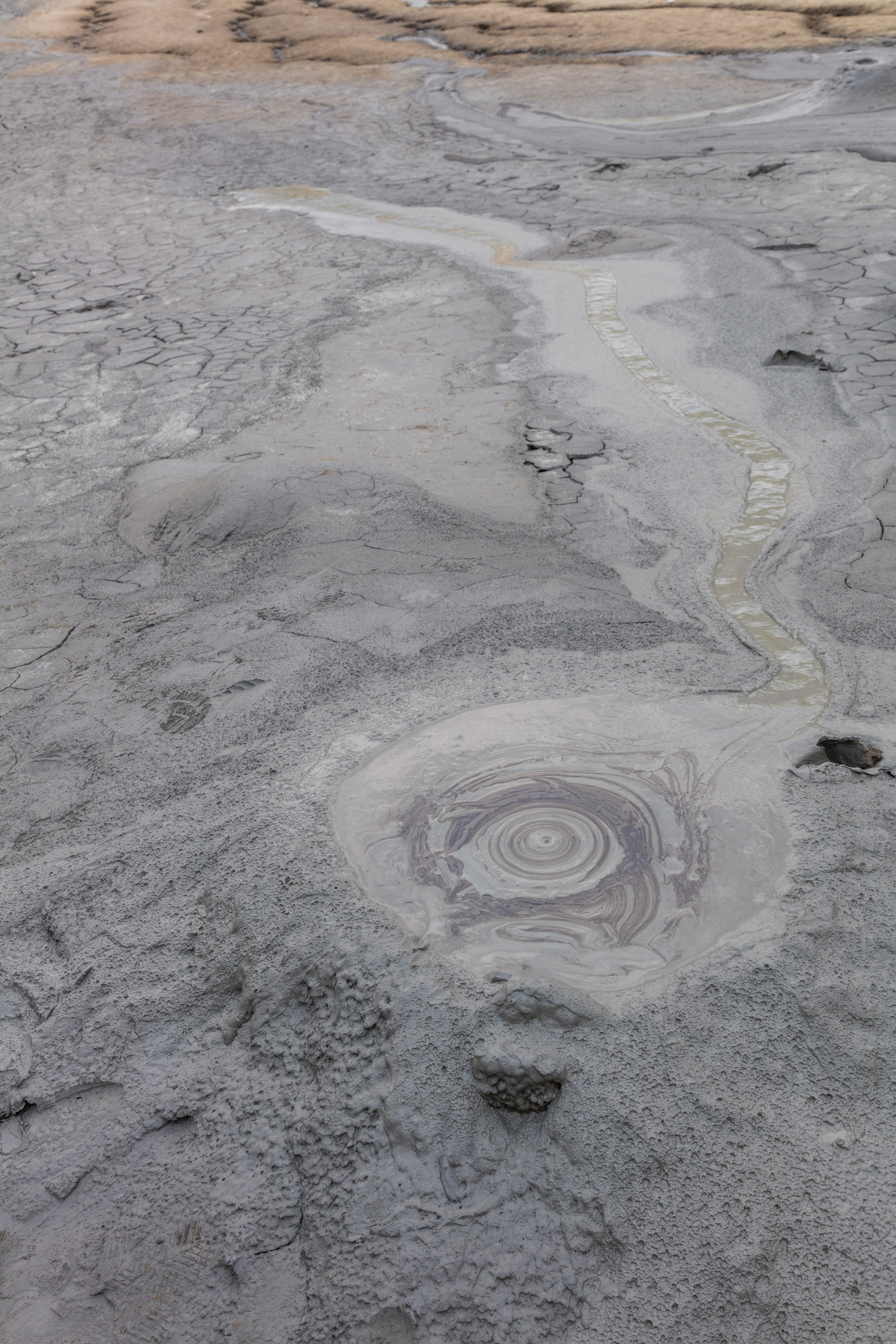
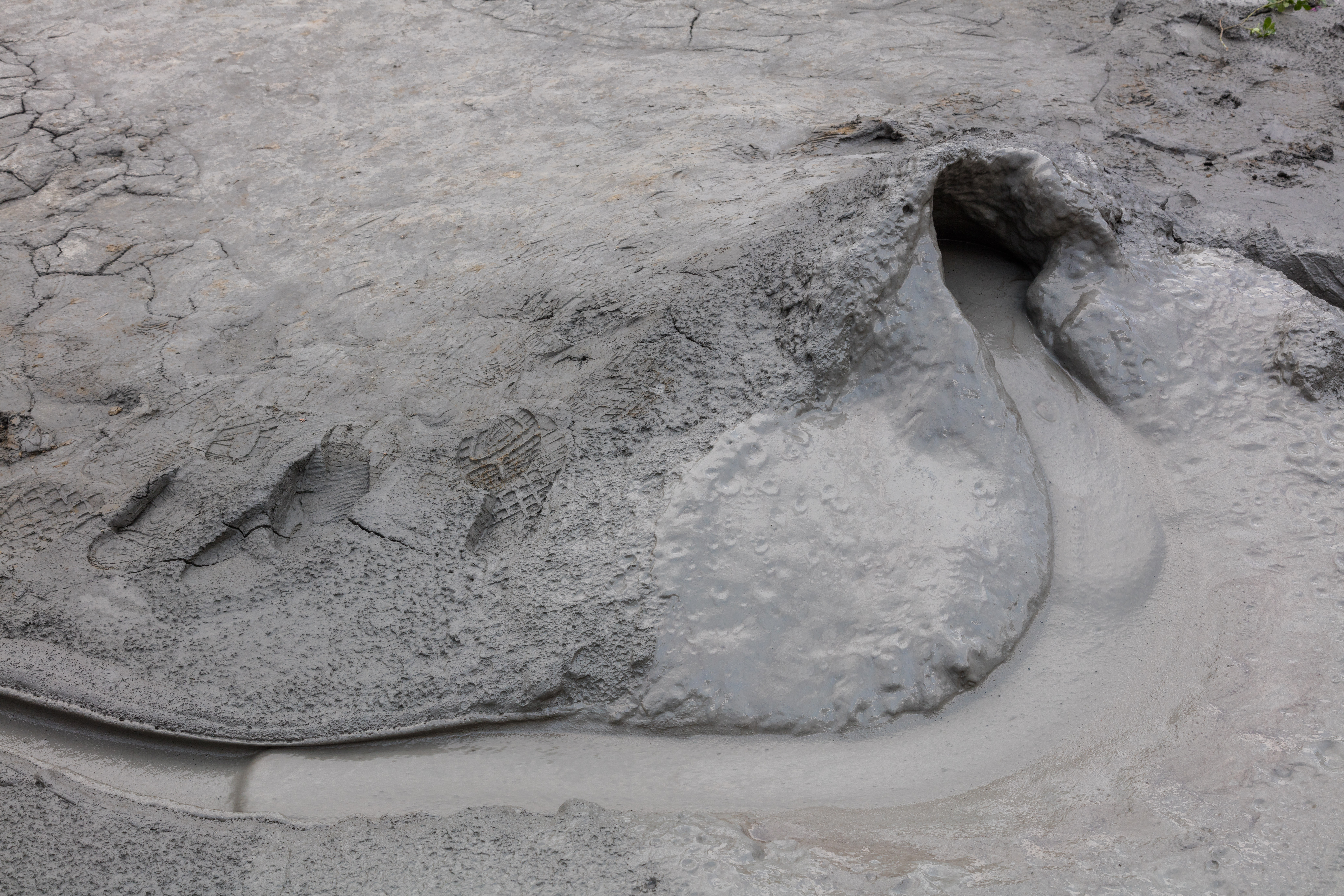
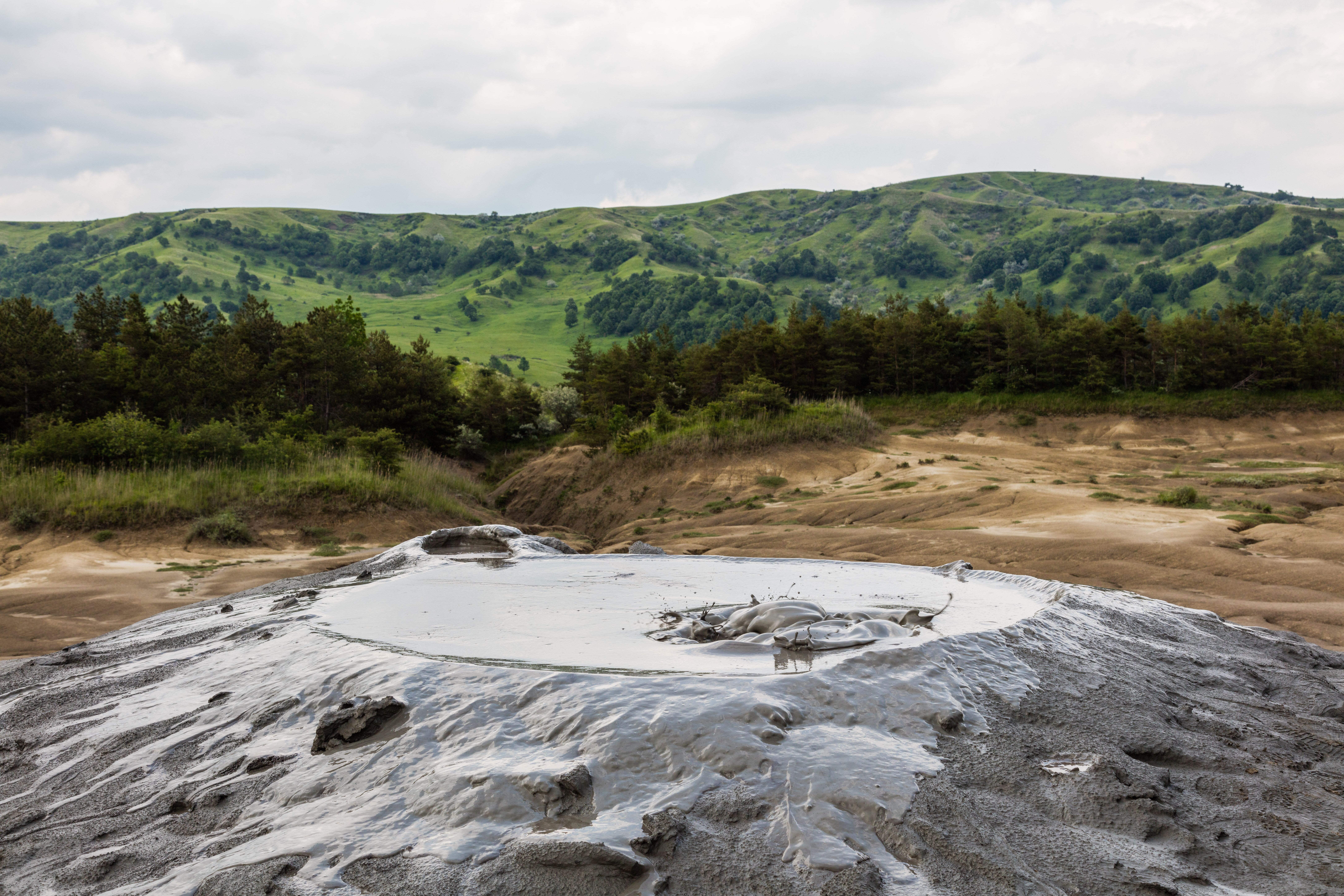
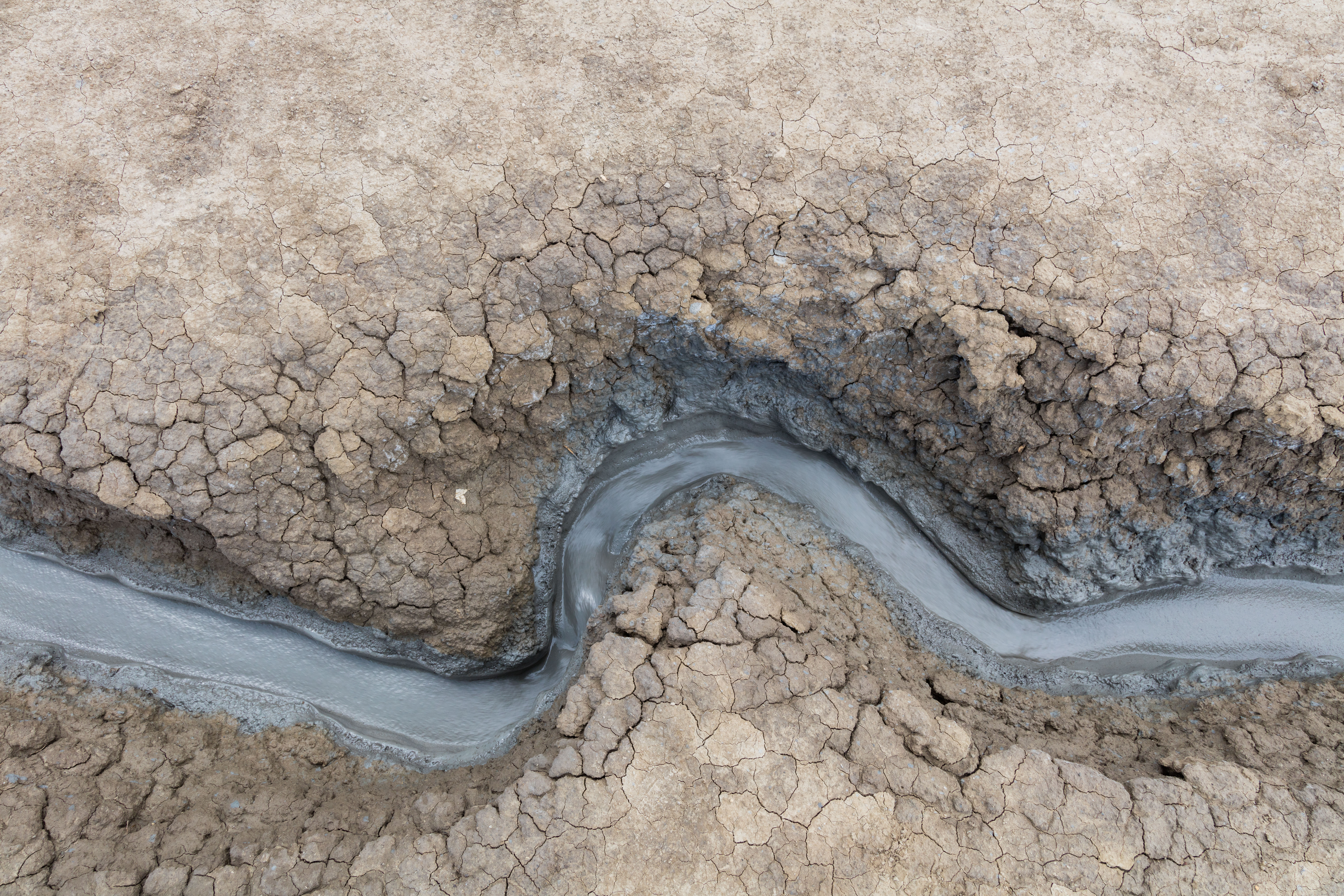
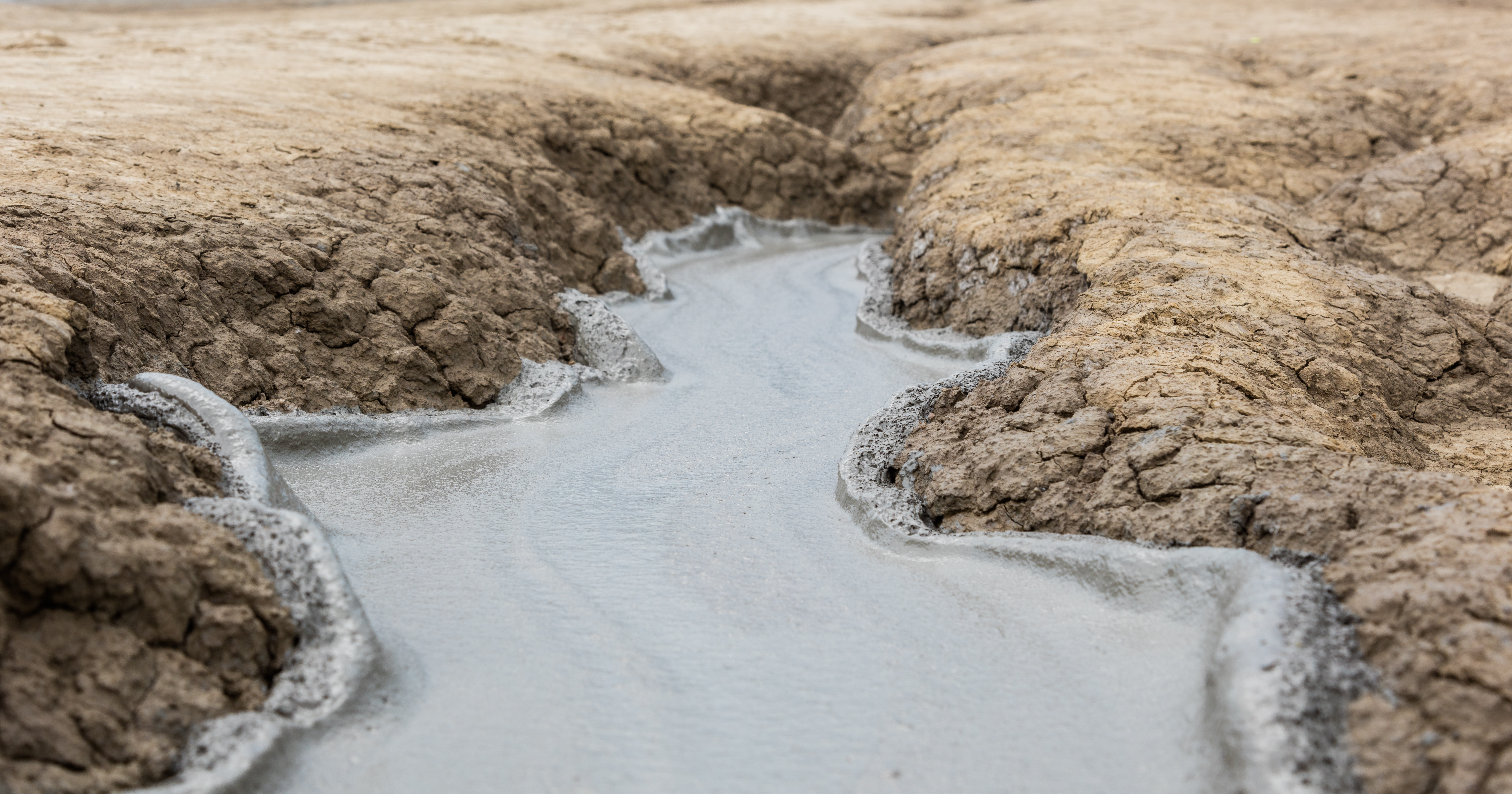
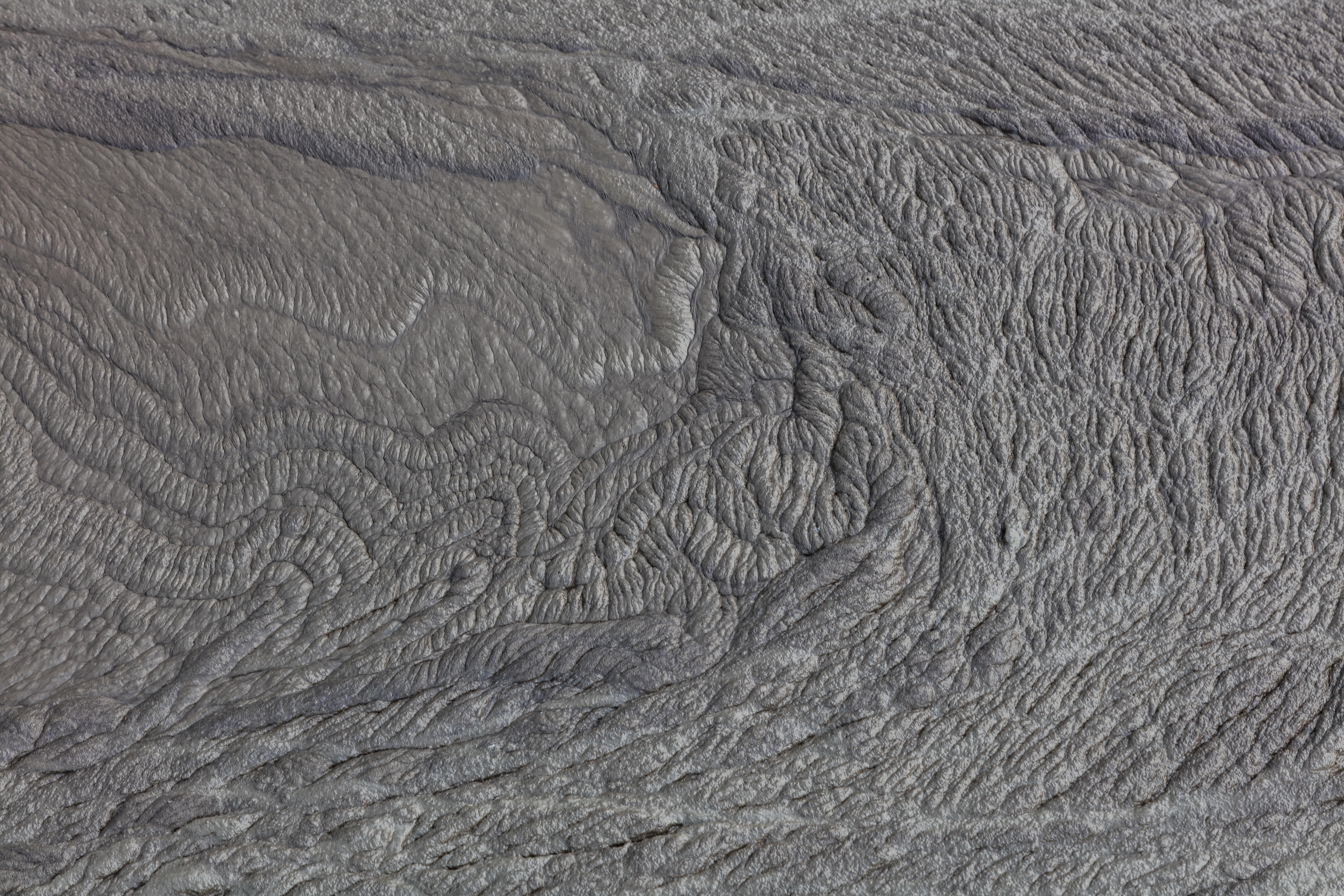
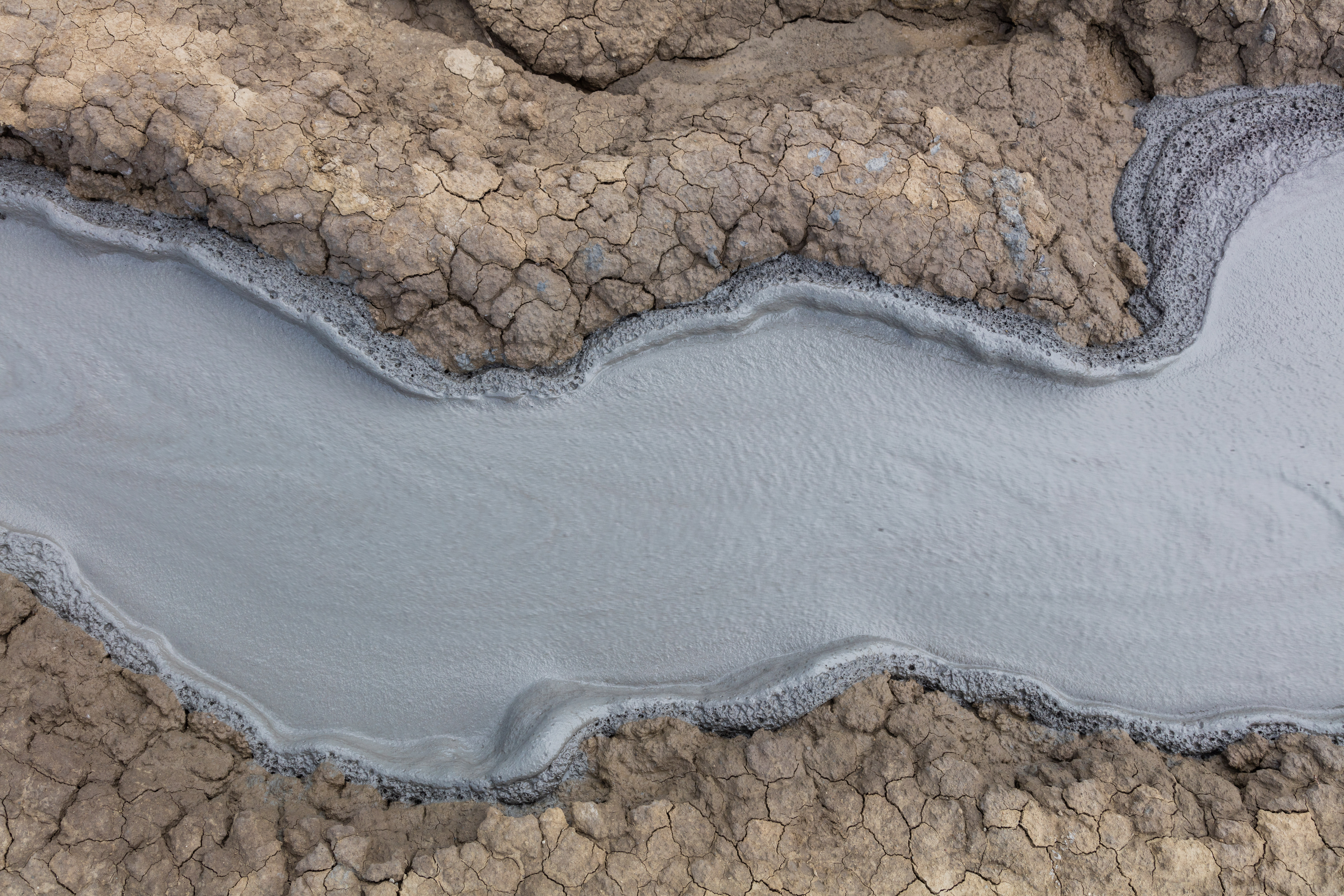
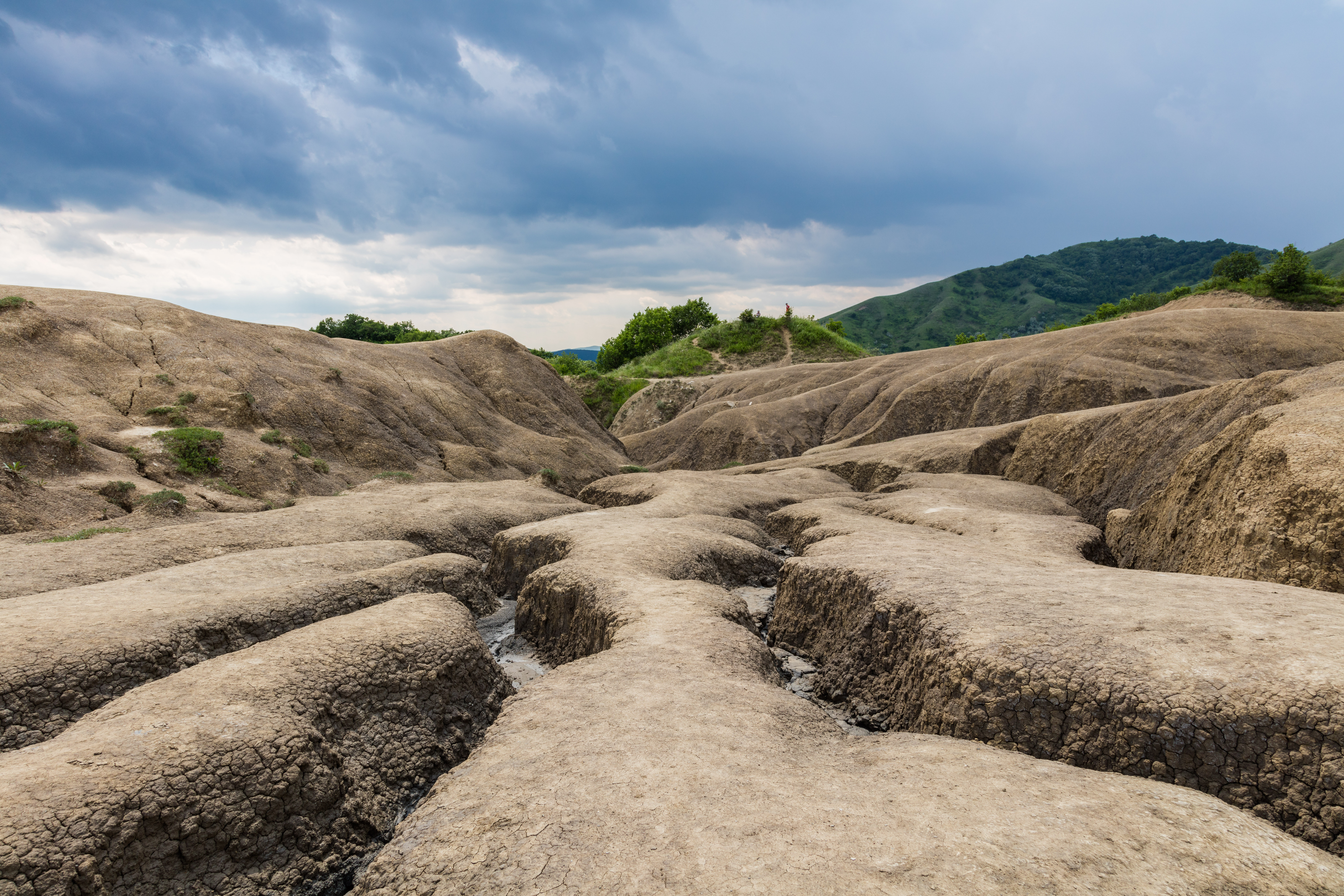